# Wybory do Parlamentu Europejskiego w Belgii w 2009 roku
Wybory do Parlamentu Europejskiego VII kadencji w Belgii zostały przeprowadzone 7 czerwca 2009. Zgodnie z postanowieniami traktatu nicejskiego w ich wyniku zostało wybranych 22 deputowanych (w miejsce dotychczasowych 24). Równocześnie z wyborami do PE odbyły się wybory regionalne do czterech parlamentów regionalnych i wspólnotowych (flamandzkiego, walońskiego, stołecznego i wspólnoty niemieckojęzycznej).
Frekwencja wyborcza (przy obowiązkowym głosowaniu) wyniosła 90,39%.

## Wyniki

### Niderlandzkojęzyczne kolegium wyborcze
| Partia | Partia                                 | Głosy     | %      | Mandaty | Zmiana |
| ------ | -------------------------------------- | --------- | ------ | ------- | ------ |
|        | Chrześcijańscy Demokraci i Flamandowie | 948 123   | 23,26% | 3       | 0      |
|        | Flamandzcy Liberałowie i Demokraci     | 837 884   | 20,56% | 3       | 0      |
|        | Interes Flamandzki                     | 647 170   | 15,88% | 2       | −1     |
|        | Partia Socjalistyczna (Flandria)       | 539 393   | 13,23% | 2       | −1     |
|        | Nowy Sojusz Flamandzki                 | 402 545   | 9,88%  | 1       | 0      |
|        | Zieloni!                               | 322 149   | 7,90%  | 1       | 0      |
|        | Lista Dedeckera                        | 296 699   | 7,28%  | 1       | +1     |
|        | Robotnicza Partia Belgii               | 40 057    | 0,98%  | 0       | 0      |
|        | Partia Socjalliberalna                 | 26 541    | 0,65%  | 0       | 0      |
|        | Lewicowa Partia Socjalistyczna         | 8985      | 0,22%  | 0       | 0      |
|        | Komitet na rzecz Innej Polityki        | 6398      | 0,16%  | 0       | 0      |
| Razem  | Razem                                  | 4 075 944 | 100    | 13      | −1     |

### Francuskojęzyczne kolegium wyborcze
| Partia | Partia                              | Głosy     | %      | Mandaty | Zmiana |
| ------ | ----------------------------------- | --------- | ------ | ------- | ------ |
|        | Partia Socjalistyczna (Walonia)     | 714 947   | 29,10% | 3       | −1     |
|        | Ruch Reformatorski                  | 640 092   | 26,05% | 2       | −1     |
|        | Ecolo                               | 562 081   | 22,88% | 2       | +1     |
|        | Centrum Demokratyczno-Humanistyczne | 327 824   | 13,34% | 1       | 0      |
|        | Fronty Narodowy                     | 87 706    | 3,57%  | 0       | 0      |
|        | Robotnicza Partia Belgii            | 28 483    | 1,16%  | 0       | 0      |
|        | Pozostali                           | 96 045    | 3,91%  | 0       | 0      |
| Razem  | Razem                               | 2 457 178 | 100    | 8       | −1     |

### Niemieckojęzyczne kolegium wyborcze
| Partia | Partia                             | Głosy  | %      | Mandaty | Zmiana |
| ------ | ---------------------------------- | ------ | ------ | ------- | ------ |
|        | Partia Chrześcijańsko-Społeczna    | 12 475 | 32,25% | 1       | 0      |
|        | Partia na rzecz Wolności i Postępu | 7878   | 20,37% | 0       | 0      |
|        | Ecolo                              | 6025   | 15,58% | 0       | 0      |
|        | Partia Socjalistyczna (Walonia)    | 5658   | 14,63% | 0       | 0      |
|        | Pozostali                          | 6644   | 17,18% | 0       | 0      |
| Razem  | Razem                              | 38 680 | 100    | 1       | 0      |